# آن کاترین امریش
آن کاترین امریش (Anne Catherine Emmerich) (8 سپتامبر 1774 - 9 فوریه 1824) یک راهبۀ کاتولیک آگوستینی از انجمن ویندزهایم بود. در زمان زندگی‌اش، به عنوان یک عارف، بینندۀ مریم مقدس و فردی که نشانه‌های زخم‌های مسیح (استیگماتا) را داشت، شناخته می‌شد.

## زندگی اولیه
امریش در فلامشن، روستایی فقیرنشین در کوزفلد، در منطقۀ وستفالیای آلمان به دنیا آمد. او در دولمن درگذشت، جایی که به عنوان یک راهبۀ بستری زندگی می‌کرد. گفته شده که امریش در حالت خلسۀ مذهبی، بینش‌هایی از زندگی و رنج‌های عیسی مسیح دریافت کرده بود که به گفتۀ خودش، توسط مریم مقدس به او نشان داده می‌شد.
او در خانواده‌ای فقیر با 9 خواهر و برادر رشد کرد. از کودکی در کارهای خانه و کشاورزی کمک می‌کرد و آموزش رسمی کمی داشت، اما اطرافیانش متوجه تمایل عمیق او به دعا شدند. در 12 سالگی، سه سال در یک مزرعه کار کرد و سپس به یادگیری خیاطی پرداخت.

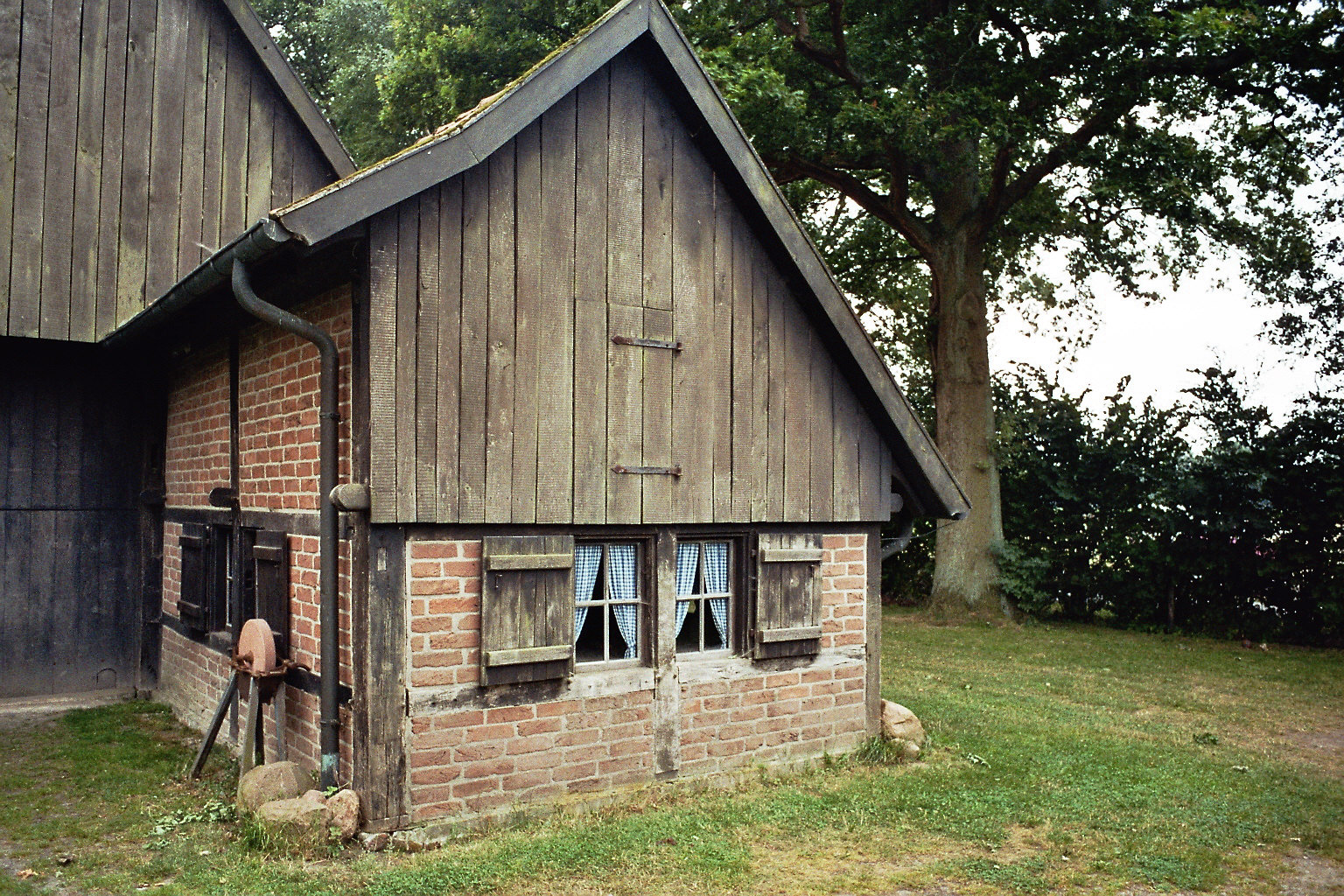
محل تولد آن کاترین امریش در کوسفلد فلامشن که حفاظت شده است

امریش چندین بار تلاش کرد وارد یک صومعه شود؛ اما به دلیل نداشتن مهریه مورد پذیرش قرار نگرفت. در نهایت، راهبه‌های سن کلارا در مونستر او را به شرط یادگیری ارگ‌نوازی پذیرفتند. برای این کار، نزد یک موسیقی‌دان به نام سونتگن در کوزفلد رفت، اما به دلیل فقر خانواده سونتگن، بخش زیادی از پس‌انداز خود را برای کمک به آن‌ها خرج کرد. بعدها، یکی از دختران این خانواده همراه او وارد صومعه شد.

## زندگی مذهبی
در سال 1802 میلادی، امریش و دوستش کلارا سونتگن موفق شدند به صومعه آگوستینی آگنتنبرگ در دولمن بپیوندند. او سال بعد نذر مذهبی خود را ادا کرد و به دلیل سخت‌گیری در رعایت قوانین صومعه شناخته شد. اما به دلیل ضعف جسمانی و رنج‌های شدید، اغلب بیمار بود. برخی از راهبه‌ها با رفتارهای او، به ویژه حالات عرفانی‌اش، مشکل داشت.
در سال 1812 میلادی، زمانی که ژروم بناپارت، پادشاه وستفالی، دستور تعطیلی صومعه را صادر کرد، امریش به خانه یک بیوه پناه برد.

## استیگماتا (زخم‌های مقدس)
در اوایل سال 1813 میلادی، روی بدن امریش علائمی ظاهر شد که به عنوان استیگماتا شناخته می‌شوند. کشیش محلی دو پزشک را برای بررسی او فراخواند. وقتی خبر این پدیده منتشر شد، مقامات کلیسایی تحقیقات مفصلی را آغاز کردند. برخی از مردم این زخم‌ها را واقعی می‌دانستند، در حالی که عده‌ای معتقد بودند او با همکاری اطرافیانش دست به فریبکاری زده است. در سال 1819 میلادی، مقامات مدنی او را به مکانی دیگر منتقل کرده و سه هفته تحت نظر قرار دادند، اما مدرکی دال بر تقلب پیدا نشد.

## دیدارهای معنوی و رؤیاها
امریش ادعا می‌کرد که از دوران کودکی با عیسی مسیح گفتگو می‌کرده و روح‌های موجود در برزخ را دیده است. او همچنین مدعی بود که ذات خدا را به صورت سه کرۀ نورانی که در هم نفوذ کرده‌اند، مشاهده کرده است. به گفتۀ او، کودک عیسی در زمان بیماری کودکی‌اش به او ظاهر شده و گیاهانی را برای درمان به او معرفی کرده بود.

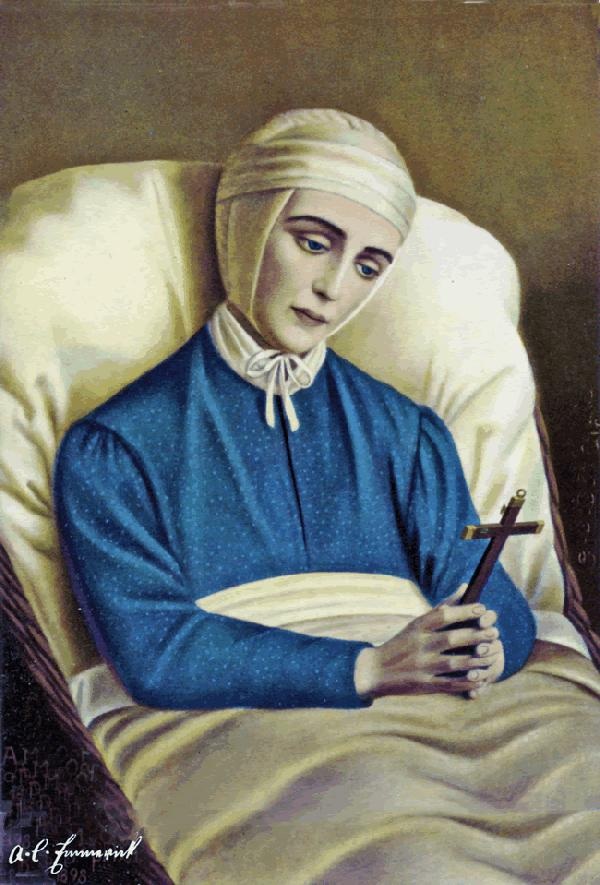
تصویر هنری از امریش در سال 1895

به دلیل شهرت فزایندۀ امریش، برخی از چهره‌های مذهبی برجستۀ قرن نوزدهم، از جمله اسقف آیندۀ کلن، یوهان مایکل سایلر و نویسندگانی مانند لونیزه هنسل و فریدریش اشتولبرگ به دیدن او آمدند.

## تأثیر کلمانس ماریا برنتانو
در زمان دومین بررسی کلیسا از امریش در سال 1819 میلادی، شاعر و نویسندۀ آلمانی، کلمانس ماریا برنتانو با او ملاقات کرد. او معتقد بود که امریش از سوی خدا مأمور شده تا رؤیاهایش را ثبت کند. برنتانو از سال 1819 تا زمان مرگ امریش در سال 1824 میلادی، یادداشت‌های زیادی از گفتگوهایش با او نوشت.
اما از آنجا که امریش به گویش وستفالیایی صحبت می‌کرد، برنتانو نمی‌توانست سخنانش را مستقیماً ثبت کند و معمولاً پس از ترک او، یادداشت‌های خود را به زبان آلمانی معیار می‌نوشت و بعدها آن‌ها را ویرایش می‌کرد.

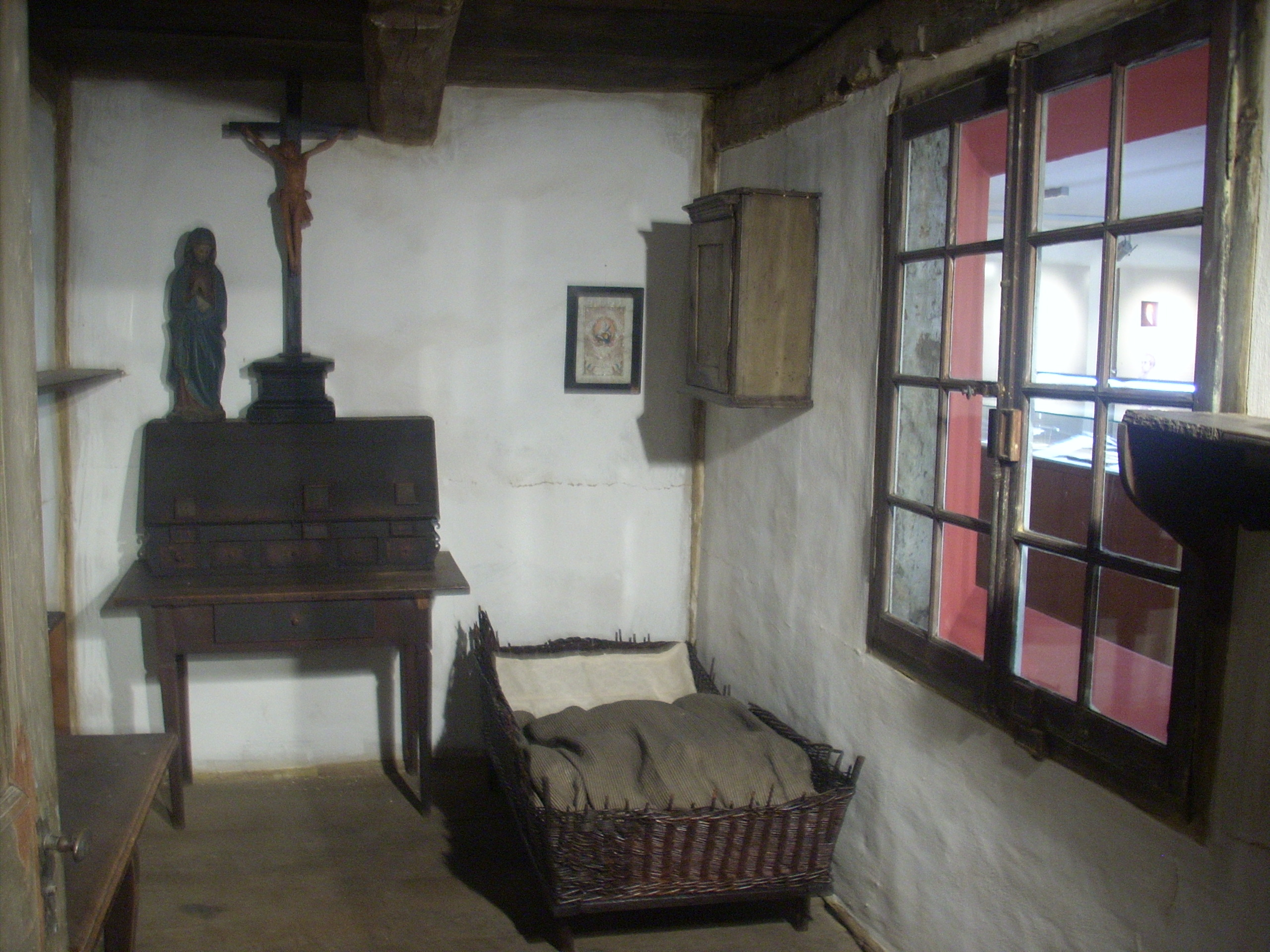
اتاق بازسازی شدۀ امریش در کلیسای صلیب مقدس در دولمن آلمان

پس از مرگ امریش، برنتانو کتاب‌هایی را بر اساس این یادداشت‌ها منتشر کرد، از جمله رنج‌های دردناک عیسی مسیح (1833 میلادی) و زندگی مریم مقدس (1852 میلادی). برخی محققان این کتاب‌ها را ساخته و پرداختۀ تخیل برنتانو دانسته‌اند و حتی واتیکان نیز اعتبار آن‌ها را تأیید نکرده است.

### ادعاهای جعلی بودن نوشته‌ها
در سال 1892 میلادی هنگامی که پروندۀ ترفیع امریش به مقام قدیسان به واتیکان ارسال شد، کارشناسان آلمانی به بررسی یادداشت‌های اصلی برنتانو پرداختند. آن‌ها دریافتند که برنتانو در یادداشت‌هایش از منابع غیررسمی استفاده کرده و برخی روایت‌ها را تغییر داده است.
کشیش آلمانی، وینفرید هامپفنر در سال 1923 میلادی پس از بررسی این اسناد، اعلام کرد که بسیاری از مطالبی که به امریش نسبت داده شده در واقع ساخته و پرداختۀ برنتانو است. در سال 2004 میلادی واتیکان در جریان اعلام تبرک امریش تصریح کرد که نوشته‌های برنتانو از نظر کلیسا معتبر نیستند.

## مرگ و دفن
امریش در تابستان 1823 میلادی ضعیف‌تر شد و سرانجام در 9 فوریه 1824 میلادی درگذشت. پس از دفن او، به دلیل شایعۀ دزدیه شدن جسدش، قبرش دو بار نبش شد؛ اما مشخص شد که پیکرش دست‌نخورده باقی مانده است.

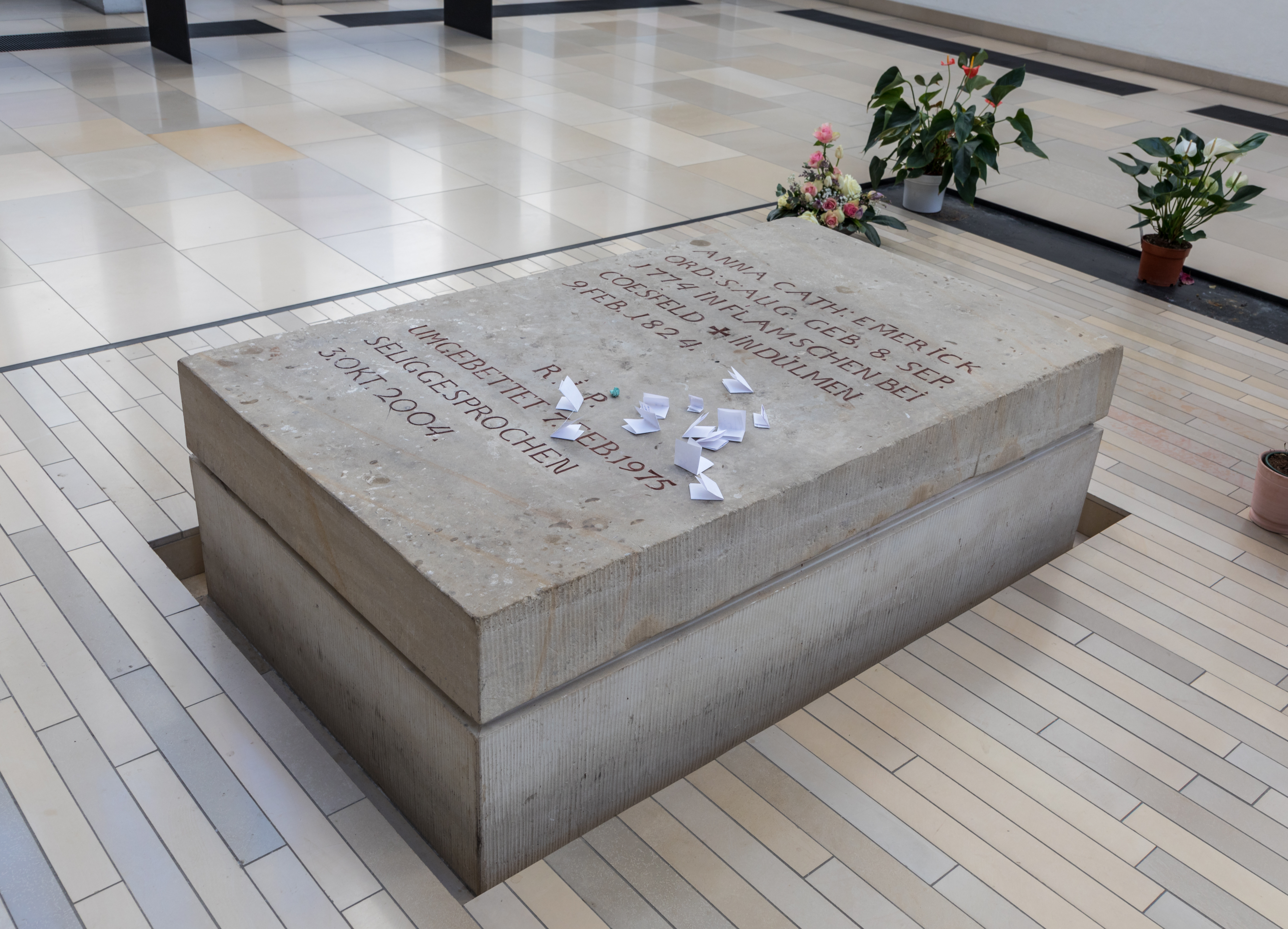
قبر امریش در کلیسای صلیب مقدس دولمن آلمان

در سال 1975 میلادی، بقایای امریش به کلیسای صلیب مقدس در دولمن منتقل شد. هر سال در عید پاک، زائران نوشته‌هایی حاوی دعاها و نذرهایشان را بر سر مزار او می‌گذارند که بعداً سوزانده می‌شود.

## خانۀ مریم مقدس
اگرچه امریش و برنتانو هرگز به شهر افسوس نرفته بودند، اما در کتاب زندگی مریم مقدس شرحی از خانه‌ای ارائه شده که امریش مدعی بود محل زندگی مریم پس از عروج عیسی بوده است.
در سال 1881 میلادی، یک کشیش فرانسوی به نام ژولین گویه بر اساس توصیفات این کتاب، خانه‌ای را بر روی تپه‌ای نزدیک افسوس یافت. در ابتدا یافته‌های او جدی گرفته نشد؛ اما راهبه‌ای به نام ماری دو ماندات-گرانسی تحقیقات او را پیگیری کرد.
پاپ لوئی سیزدهم در سال 1896 میلادی از این مکان بازدید کرد و پاپ پیوس دهم در سال 1914 به زائران آن صومعه، امتیازات مذهبی اعطا کرد. پاپ‌های بعدی، از جملۀ ژان پل دوم، نیز این مکان را به عنوان یک مکان مقدس مورد تأیید قرار دادند.